# Economia del Gabon
Gabon té una renda per capita que és el triple de la de moltes nacions de l'Àfrica subsahariana. Encara que per una alta desigualtat en els ingressos una àmplia proporció de la població és pobra. Gabon va dependre de la llenya i del manganès fins que es va descobrir petroli a principis dels 70. Ara el sector del petroli suposa el 50% del PNB i el 80% de les exportacions. La producció de petroli ara està disminuint del seu apogeu de 370.000 barrils per dia en 1997. La caiguda dels preus del petroli en 1998 va tenir un impacte negatiu en els beneficis del govern i l'economia.
El 1997 una missió del Fons Monetari Internacional va criticar el govern de Gabon per la seva excessiva despesa fos del planejat en el pressupost, a més d'excessiva presa de préstecs al costat del banc central i de la demora dels processos de privatització.